# リコジオンシンターゼ
リコジオンシンターゼ（licodione synthase）は、次の化学反応を触媒する酸化還元酵素である。
リキリチゲニン + NADPH + H+ + O2 {\displaystyle \rightleftharpoons } リコジオン + NADP+ + H2O
この酵素の基質はリキリチゲニン、NADPH、H+とO2で、生成物はリコジオン、NADP+とH2Oである。
組織名はliquiritigenin,NADPH:oxygen oxidoreductase (licodione-forming)である。